# 普萊森特希爾 (達拉斯縣)
普萊森特希爾（英語：Pleasant Hill）是一個位於美國阿拉巴馬州達拉斯縣的非建制地區。該地的面積和人口皆未知。

## 地理
普萊森特希爾的座標為32°09′56″N 86°54′43″W / 32.16555°N 86.91194°W，而該地最高點為海拔高度123米（即404英尺）。